# So cosa fare
So cosa fare è un singolo del rapper italiano Capo Plaza, pubblicato il 20 giugno 2019.

## Video musicale
Il videoclip, diretto da Theodor Guelat, è stato presentato l'8 luglio 2019 attraverso il canale YouTube del rapper.

## Tracce
1. So cosa fare – 2:55

## Classifiche
| Classifica (2019) | Posizione massima |
| ----------------- | ----------------- |
| Italia            | 20                |